# Дзвенигородська степова ділянка № 2
Дзвенигоро́дська степова́ діля́нка № 2 — ботанічна пам'ятка природи місцевого значення в Україні. Розташована на південно-східній околиці села Дзвенигород (Чортківський район, Тернопільська область), у межах лівого схилу долини річки Дністер південної експозиції.

## Пам'ятка
Оголошена об'єктом природно-заповідного фонду рішенням Тернопільської обласної ради від 21 серпня 2000 року, № 187. Перебуває у віданні Урожайнівської сільської ради.

## Характеристика
Площа — 2 га. Під охороною — аборигенна лучно-степова рослинність. Місце оселення корисної ентомофауни.
У 2010 р. увійшла до складу національного природного парку «Дністровський каньйон».